# NSS-806
O NSS-806 (New Skies Satellite 806), antigo Intelsat 806 que foi comprado pela SES e renomeado, era um satélite de comunicação geoestacionário construído pela Lockheed Martin que estava localizado na posição orbital de 47,5 graus de longitude oeste, foi inicialmente operado pela Intelsat, orbitava a posição 40,5 graus oeste, e foi comprado pela SES World Skies (subsidiária da SES). O satélite foi baseado na plataforma AS-7000 e sua vida útil estimada era entre 12 a 17 anos. O satélite saiu de serviço em outubro de 2018 e foi enviado para a órbita cemitério.

## Lançamento
O satélite foi lançado com sucesso ao espaço no dia 28 de fevereiro de 1998, às 00:21 UTC, por meio de um veículo Atlas IIAS a partir da Estação da Força Aérea de Cabo Canaveral na Flórida, EUA. Ele tinha uma massa de lançamento de 3.524 kg.

## Capacidade e cobertura
O Intelsat 805 estava equipado com 28 transponders em banda C e 3 em banda Ku, fazendo transmissões para as Américas e partes da Europa.
Para receber o sinal dele é preciso de uma antena monofocal (antena que tem o LNBF no centro), um LNBF para Band C (5150 MHz) e um receptor digital compatível com Band C.
O NSS-806 emite o seu sinal em polarização circular.